# Lingua giapponese tardoantica
La Lingua giapponese tardoantica è il giapponese parlato fra il 794 ed il 1185 (fino al termine del periodo Heian). È il successore del giapponese antico.
Se nel giapponese antico erano prese in prestito il sistema di scrittura cinese, durante il periodo tardoantico nacquero due nuovi sistemi: l'Hiragana ed il Katakana. Questo sviluppo semplificò la scrittura e portò un rinnovamento nella letteratura con dei classici come Genji monogatari, Taketori monogatari, Ise Monogatari ed altri.

## Fonomi
Durante il periodo del giapponese antico c'erano 88 distinzioni sillabiche, che nel periodo del giapponese tardoantico  si ridussero a 66.
| a  | i  | u  | e  | o  |
| ka | ki | ku | ke | ko |
| ga | gi | gu | ge | go |
| sa | si | su | se | so |
| za | zi | zu | ze | zo |
| ta | ti | tu | te | to |
| da | di | du | de | do |
| na | ni | nu | ne | no |
| ha | hi | hu | he | ho |
| ba | bi | bu | be | bo |
| ma | mi | mu | me | mo |
| ya |    | yu |    | yo |
| ra | ri | ru | re | ro |
| wa | wi |    | we |    |

## Fonetica

### Vocali
- /a/: [a]
- /i/: [i]
- /u/: [u]
- /e/: [je][1][2][3]
- /o/: [wo]

### Consonanti

#### /k, g/
/k, g/: [k, g]

#### /s, z/
Teorie per /s, z/ inclusi [s, z], [ts, dz], e ʃ, ʒ. Cambiava a seconda della vocale che seguiva, come accade nel giapponese moderno.

#### /t, d/
/t, d/: [t, d]

#### /n/
/n/: [n]

#### /h/
/h/ continua ad essere resa foneticamente come ɸ . Con un'eccezione: nell'XI secolo, l' /h/ intervocalica viene resa come w.

#### /m/
/m/: [m]

#### /y/
/y/: [j]

#### /r/
/r/: [r]

#### /w/
/w/: [w]

### Verbi
Il giapponese tardoantico eredita tutte e otto le coniugazioni del Giapponese antico e ne aggiunge una nona la Monograda inferiore (下一段).

## Sistema di scrittura
Il giapponese tardo antico fu scritto in tre diversi modi. Inizialmente fu composto in Man'yōgana, una trascrizione fonetica dei caratteri cinesi come avveniva nel Giapponese antico. Questo utilizzo, successivamente creò l'hiragana ed il katakana che sono derivati da semplificazioni dei caratteri cinesi originari.